# Ternuvate, Vasîlivka
Ternuvate (în ucraineană Тернувате) este un sat în comuna Șîroke din raionul Vasîlivka, regiunea Zaporijjea, Ucraina.

## Demografie
Componența lingvistică a localității Ternuvate
     Ucraineană (95,65%)
     Rusă (4,35%)
Conform recensământului din 2001, majoritatea populației localității Ternuvate era vorbitoare de ucraineană (95,65%), existând în minoritate și vorbitori de rusă (4,35%).